# Дьябате, Тумани
Дьябате, Тумани (фр. Toumani Diabaté; 10 августа 1965 — 19 июля 2024) — музыкант, композитор, исполнитель на инструменте малийская кора, которая получила международное признание благодаря ему. Его творчество представляет собой кросс-культурное сотрудничество фламенко, блюза, джаза и других международных стилей с традиционной музыкой Мали.
Умер 19 июля 2024 года в клинике Golden Life, где он находился в больнице в течение нескольких дней, в возрасте 58 лет.

## Дискография
- 1988 — Kaira
- 1988 — Songhai
- 1994 — Songhai 2
- 1995 — Djelika
- 1999 — New Ancient Strings
- 1999 — Kulanjan
- 2001 — Jarabi: the Best of Toumani Diabate
- 2005 — In the Heart of the Moon
- 2006 — Boulevard de l’Independance
- 2008 — The Mandé Variations
- 2010 — Ali and Toumani